# غريغور هيلدبرانت
غريغور هيلدبرانت (بالألمانية: Gregor Hildebrandt)‏ هو فنان وأستاذ جامعي ألماني، ولد في 1974 في باد هومبورغ في ألمانيا.